# Biconisoma mirabile
Genre
Espèce
Biconisoma mirabile, unique représentant du genre Biconisoma, est une espèce d'opilions laniatores de la famille des Gonyleptidae.

## Distribution
Cette espèce est endémique de la région de Junín au Pérou. Elle se rencontre vers Tarma.

## Description
Le mâle holotype mesure 7 mm.

## Publication originale
- Roewer, 1936 : « Zwei sonderbare Pachylinen aus Peru. » Veröffentlichungen aus dem Deutschen Kolonial- und Übersee-Museum in Bremen, vol. 1, p. 341–343.